# عبد العزيز بن طلال بن عبد العزيز آل سعود
الأمير عبد العزيز بن طلال بن عبد العزيز آل سعود ( ولد في جدة 1402/1982) رئيس مجلس إدارة برنامج الخليج العربي للتنمية «أجفند» من أكتوبر 2020. أحد افراد الأسرة المالكة السعودية، وهو الابن الخامس من أبناء الأمير طلال بن عبد العزيز آل سعود. يرأس حاليا مجلس أمناء الجامعة العربية المفتوحة.

## نشأته وحالته الاجتماعية
جدّه من والده هو الملك عبد العزيز آل سعود مؤسس المملكة العربية السعودية. وجده من والدته هو الأستاذ تركي بن خالد بن أحمد السديري الرئيس السابق لهيئة حقوق الإنسان السعودية، ورئيس ديوان الخدمة المدنية سابقا.

## زوجته
- الأميرة سرى بنت سعود بن سعد آل سعود. والدتها هي الأميرة علياء بنت عبد الله بن عبد العزيز آل سعود و حفيدة الاميرة مضاوي بنت عبدالعزيز ال سعود من ابنها سعود بن سعد.

## مناصب وأعمال
- رئيس مجموعة التواجد الدولي.
- الرئيس الفخري للمؤتمر الخليجي الأول للتكنولوجيا WSITGC.
- عضو اللجنة الاستشارية الدولية بالمجلس الوطني للعلاقات العربية الأمريكية.
- عضو ملتقى التمويل الإسلامي والكارثة الاقتصادية العالمية.
- عضو المجلس الاستشاري لقمة كونكورديا.
- رئيس مجلس إدارة منتدى الجامعة العربية المفتوحة سابقاً.
- رئيس مجلس إدارة مجموعة البث الدولي سابقاً.
- رئيس مجلس أمناء الجامعة العربية المفتوحة.

## وصلات إضافية
- WSITGC.
- منتدى الجامعة العربية المفتوحة.
- الجامعة العربية المفتوحة - السعودية.
- مجموعة البث الدولي.
- المجلس الوطني للعلاقات العربية الأمريكية.
- ملتقى التمويل الإسلامي والكارثة الاقتصادية العالمية.
- منظمة مؤتمر كونكورديا.